# Mosquée de Mehdi-bey Imamović
La mosquée de Mehdi-bey Imamović (en bosnien : MMehdi-bega Imamovića džamija) est une mosquée située à Banja Luka, l'actuelle capitale de la république serbe de Bosnie en Bosnie-Herzégovine. Construite au début du XVIIe siècle, elle est inscrite sur la liste des monuments nationaux de Bosnie-Herzégovine.
Détruite en 1993 lors de la guerre de Bosnie-Herzégovine, elle a été reconstruite en 2008.

## Localisation
La mosquée de Mehdi-beg est située, rue Kozarska, dans le faubourg de Hiseta (aujourd'hui Kočićev vijenac), à mi-chemin entre les faubourgs de Donji et Gornji Šeher (aujourd'hui Srpske Toplice), sur la rive gauche de la rivière Vrbas. Elle appartient au Conseil de la communauté islamique de Banja Luka.

## Histoire
La mosquée de Mehdi-beg n'est pas mentionnée dans le recensement du sandžak de Bosnie qui a eu lieu en 1604. Elle date probablement du début du XVIIe siècle. Elle doit son nom à son fondateur, Mehdi-bey Imamović, mentionné en 1618.
La mosquée a été dynamitée lors de la guerre de Bosnie-Herzégovine en 1993. Elle a été partiellement reconstruite en 2008.

## Architecture
La mosquée de Mehdi-beg faisait partie du type de mosquée à espace unique avec minaret de bois.